# Kościół Trójcy Przenajświętszej w Chwałkowie
Kościół Trójcy Przenajświętszej w Chwałkowie – rzymskokatolicki kościół parafialny należący do parafii pod tym samym wezwaniem (dekanat krobski archidiecezji poznańskiej).
W dniu 15 maja 1854 roku został poświęcony nowy murowany kościół. W czasie II wojny światowej jego wnętrze zostało całkowicie zniszczone. W 1947 roku świątynia została odbudowana po zniszczeniach wojennych. Budowla jest jednonawowa, murowana, wzniesiona z cegły i nieotynkowana. Kościół nakryty jest dachem pokrytym dachówką karpiówką i blachą (wieża i zakrystie). Świątynia założona jest na planie wydłużonego prostokąta. Od wschodu znajduje się kwadratowa trzykondygnacyjna wieża. Korpus nawy jest połączony z prostokątnym, węższym i niższym prezbiterium półkolistą tęczą. Po bokach prezbiterium od strony południowej jest umieszczona prostokątna zakrystia, z kolei od strony północnej znajduje się sala katechetyczna. Od strony wschodniej nawy jest położony chór muzyczny podparty masywnymi filarami, w części podwieżowej jest umieszczona prostokątna kruchta. Świątynia charakteryzuje się zwartą byłą. Nawa nakryta jest dachem dwuspadowym, z kolei wieżę nakrywa dach czterospadowy.